# لاري نيومان (لاعب اتحاد الرغبي)
لاري نيومان (بالإنجليزية: Larry Newman)‏ هو لاعب اتحاد الرغبي أسترالي، ولد في 1902 في سيدني في أستراليا، وتوفي بنفس المكان في 3 نوفمبر 1963.